# Canoagem nos Jogos Olímpicos de Verão de 2008 - K-2 500 m masculino
A competição masculina do K-2 500 metros da canoagem nos Jogos Olímpicos de Verão de 2008 foi realizada entre os dias 19 e 23 de agosto de 2008 no Parque Olímpico Shunyi.

## Medalhistas
| Ouro   | ESP Saúl Craviotto e Carlos Pérez       |
| Prata  | GER Ronald Rauhe e Tim Wieskötter       |
| Bronze | BLR Raman Piatrushenka e Vadzim Makhneu |

## Resultados

### Eliminatórias
Regras de classificação: 1º ao 3º → Final, 4º ao 7º mais oitavo melhor tempo → Semifinal, os restantes eliminados

#### Eliminatória 1
| Pos. | Atletas                                      | País            | Tempo    |    |
| ---- | -------------------------------------------- | --------------- | -------- | -- |
| 1    | Ronald Rauhe, Tim Wieskötter                 | GER Alemanha    | 1:28.736 | QF |
| 2    | Vincent Lecrubier, Sebastien Jouve           | FRA França      | 1:29.805 | QF |
| 3    | Andrea Facchin, Antonio Massimiliano Scaduto | ITA Itália      | 1:30.240 | QF |
| 4    | Krists Straume, Kristaps Zalupe              | LAT Letônia     | 1:31.020 | QS |
| 5    | Alvydas Duonela, Egidijus Balciunas          | LTU Lituânia    | 1:31.232 | QS |
| 6    | Clint Robinson, Jacob Clear                  | AUS Austrália   | 1:31.712 | QS |
| 7    | Alexey Dergunov, Dmitriy Kaltenberger        | KAZ Cazaquistão | 1:33.363 | QS |
| 8    | Shen Jie, Huang Zhipeng                      | CHN China       | 1:34.432 |    |

#### Eliminatória 2
| Pos. | Atletas                                | País             | Tempo    |    |
| ---- | -------------------------------------- | ---------------- | -------- | -- |
| 1    | Raman Piatrushenka, Vadzim Makhneu     | BLR Bielorrússia | 1:28.661 | QF |
| 2    | Saúl Craviotto, Carlos Pérez           | ESP Espanha      | 1:28.983 | QF |
| 3    | Zoltán Kammerer, Gábor Kucsera         | HUN Hungria      | 1:30.099 | QF |
| 4    | Richard Dober Junior., Andrew Willows  | CAN Canadá       | 1:30.234 | QS |
| 5    | Kim Wraae Knudsen, René Holten Poulsen | DEN Dinamarca    | 1:30.348 | QS |
| 6    | Marek Twardowski, Adam Wysocki         | POL Polônia      | 1:32.107 | QS |
| 7    | Mika Hokajärvi, Kalle Mikkonen         | FIN Finlândia    | 1:33.785 | QS |
| 8    | Jose Giovanni Ramos, Gabriel Rodriguez | VEN Venezuela    | 1:34.220 | QS |

### Semifinal
Regras de classificação: 1º ao 3º → Final, os restantes eliminados
| Pos. | Atletas                                | País            | Tempo    |    |
| ---- | -------------------------------------- | --------------- | -------- | -- |
| 1    | Richard Dober, Jr., Andrew Willows     | CAN Canadá      | 1:31.232 | QF |
| 2    | Marek Twardowski, Adam Wysocki         | POL Polônia     | 1:31.481 | QF |
| 3    | Kim Wraae Knudsen, René Holten Poulsen | DEN Dinamarca   | 1:31.796 | QF |
| 4    | Krists Straume, Kristaps Zaļupe        | LAT Letônia     | 1:32.649 |    |
| 5    | Alvydas Duonela, Egidijus Balciunas    | LTU Lituânia    | 1:32.887 |    |
| 6    | Alexey Dergunov, Dmitriy Kaltenberger  | KAZ Cazaquistão | 1:33.512 |    |
| 7    | Clint Robinson, Jacob Clear            | AUS Austrália   | 1:33.839 |    |
| 8    | Mika Hokajärvi, Kalle Mikkonen         | FIN Finlândia   | 1:34.994 |    |
| 9    | Jose Giovanni Ramos, Gabriel Rodriguez | VEN Venezuela   | 1:37.285 |    |

### Final
| Pos. | Atletas                                      | País             | Tempo    |
| ---- | -------------------------------------------- | ---------------- | -------- |
|      | Saúl Craviotto, Carlos Pérez                 | ESP Espanha      | 1:28.736 |
|      | Ronald Rauhe, Tim Wieskötter                 | GER Alemanha     | 1:28.827 |
|      | Raman Piatrushenka, Vadzim Makhneu           | BLR Bielorrússia | 1:30.005 |
| 4    | Zoltán Kammerer, Gábor Kucsera               | HUN Hungria      | 1:30.285 |
| 5    | Kim Wraae Knudsen, René Holten Poulsen       | DEN Dinamarca    | 1:30.569 |
| 6    | Richard Dober Junior, Andrew Willows         | CAN Canadá       | 1:30.857 |
| 7    | Vincent Lecrubier, Sebastien Jouve           | FRA França       | 1:31.312 |
| 8    | Marek Twardowski, Adam Wysocki               | POL Polônia      | 1:31.869 |
| 9    | Andrea Facchin, Antonio Massimiliano Scaduto | ITA Itália       | 1:31.934 |